# Hungría en la Copa Mundial de Fútbol de 1966
Hungría es una de las 16 selecciones participantes en la Copa Mundial de Fútbol de Inglaterra 1966, la cual es su sexta participación en un mundial y la cuarta de manera consecutiva.

## Clasificación

### Grupo 6
| Pos. | País                 | J | G | E | P | GF | GC | GD | Pts |
| ---- | -------------------- | - | - | - | - | -- | -- | -- | --- |
| 1    | Hungría              | 4 | 3 | 1 | 0 | 8  | 3  | +5 | 7   |
| 2    | Alemania Democrática | 4 | 1 | 2 | 1 | 5  | 5  | 0  | 4   |
| 3    | Austria              | 4 | 0 | 1 | 3 | 1  | 6  | −5 | 1   |

| 23-5-1965 | Alemania Democrática | 1–1     | Hungría  | Zentralstadion, Leipzig, Alemania Democrática         |                                                       |
|           | Vogel 17'            | Reporte | Bene 28' | Asistencia: 98,765 espectadores Árbitro(s): Johansson | Asistencia: 98,765 espectadores Árbitro(s): Johansson |

| 13-6-1965 | Austria | 0–1     | Hungría      | Praterstadion, Vienna, Austria                       |                                                      |
|           |         | Reporte | Fenyvesi 44' | Asistencia: 70,067 espectadores Árbitro(s): Schwinte | Asistencia: 70,067 espectadores Árbitro(s): Schwinte |

| 5-9-1965 | Hungría                                       | 3–0     | Austria | Népstadion, Budapest, Hungría                          |                                                        |
|          | Farkas 4' · Fenyvesi 35' · Mészöly 70' (pen.) | Reporte |         | Asistencia: 71,950 espectadores Árbitro(s): Gorączniak | Asistencia: 71,950 espectadores Árbitro(s): Gorączniak |

| 9-10-1965 | Hungría                             | 3–2     | Alemania Democrática | Népstadion, Budapest, Hungría                         |                                                       |
|           | Rákosi 41' · Novák 53' · Farkas 80' | Reporte | P. Ducke 31' 71'     | Asistencia: 73,153 espectadores Árbitro(s): Andziulis | Asistencia: 73,153 espectadores Árbitro(s): Andziulis |

## Jugadores
Estos son los 22 jugadores convocados para el torneo:

## Resultados
Hungría fue eliminada en los cuartos de final.

### Grupo 3
| País     | J | G | E | P | GF | GC | PTS |
| -------- | - | - | - | - | -- | -- | --- |
| Portugal | 3 | 3 | 0 | 0 | 9  | 2  | 6   |
| Hungría  | 3 | 2 | 0 | 1 | 7  | 5  | 4   |
| Brasil   | 3 | 1 | 0 | 2 | 4  | 6  | 2   |
| Bulgaria | 3 | 0 | 0 | 3 | 1  | 8  | 0   |

| 13 de julio de 1966 | Portugal                              | 3-1     | Hungría  | Old Trafford, Mánchester                                  |                                                           |
|                     | José Augusto 2' 67' · José Torres 90' | Reporte | Bene 60' | Asistencia: 29 886 espectadores Árbitro(s): Leo Callaghan | Asistencia: 29 886 espectadores Árbitro(s): Leo Callaghan |

| 15 de julio de 1966 | Hungría                                   | 3-1     | Brasil     | Goodison Park, Liverpool                                |                                                         |
|                     | Bene 2' · Farkas 64' · Mészöly 73' (pen.) | Reporte | Tostão 14' | Asistencia: 51 387 espectadores Árbitro(s): Ken Dagnall | Asistencia: 51 387 espectadores Árbitro(s): Ken Dagnall |

| 20 de julio de 1966 | Hungría                                     | 3-1     | Bulgaria      | Old Trafford, Mánchester                                       |                                                                |
|                     | Davidov 43' (a.g.) · Mészöly 45' · Bene 54' | Reporte | Asparuhov 15' | Asistencia: 24 129 espectadores Árbitro(s): Roberto Goicoechea | Asistencia: 24 129 espectadores Árbitro(s): Roberto Goicoechea |

### Cuartos de final
| 23 de julio de 1966 | Unión Soviética             | 2-1     | Hungría  | Roker Park, Sunderland                                             |                                                                    |
|                     | Chislenko 5' · Porkujan 46' | Reporte | Bene 57' | Asistencia: 26 844 espectadores Árbitro(s): Juan Gardeazábal Garay | Asistencia: 26 844 espectadores Árbitro(s): Juan Gardeazábal Garay |